# 辻井穗乃果
辻井穗乃果（日语：辻井ほのか，1995年11月15日—），日本AV女優。所屬事務所是T-POWERS
特徵是有一副白皙「木瓜」型的高柔軟度「巨乳」、與少有人能匹敵的粉紅飽滿如「靈蛇」般長「舌」的口交技巧。

## 個人簡歷
出身於東京都。
興趣是看電影，擅長打籃球。
2019年3月從PRESTIGE出道，屬於身材高大（172cm）的巨乳大型女優。
2020年10月於FANZA通販的月度AV女優排名第2名。根據月刊FANZA調查，累積至2020年11月25，FANZA女優別排名第2名。

## 外部連結
- 辻井ほのか 【AV女優】的X（前Twitter）（已停用）（2019年8月16日 - 2022年4月）
- 🍓辻井さん🍓的X（前Twitter）(2018年11月18日 - )
- YouTube上的つじたんねる頻道
- 辻井 ほのか 辻井穗乃果的X（前Twitter）（2022年4月15日 - ）